# Cappelle del Sacro Monte di Somasca

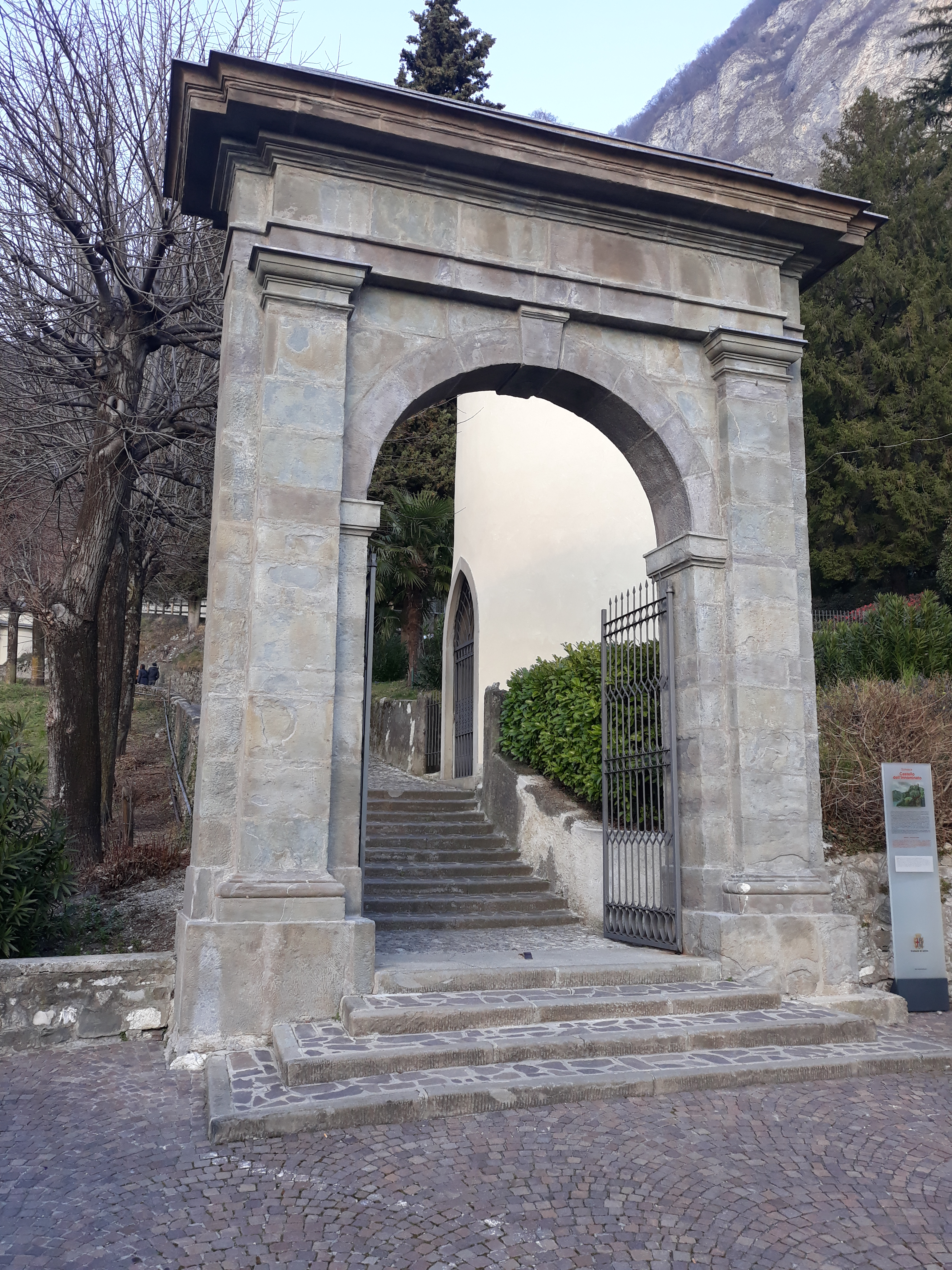
L'arco d'ingresso del viale della cappelle

Le cappelle del Sacro Monte di Somasca sono un insieme di undici cappelle religiose dedicate a san Girolamo Emiliani. Situate lungo il Sacro Monte di Somasca, in ognuna di esse è rappresentato un episodio della vita del santo. Il percorso si apre con un cancello ad arco a tutto sesto e il viale su cui sono dislocate collega l'abitato di Somasca, frazione di Vercurago, alla zona de "la Valletta". Furono costruite tra il 1837 e il 1902 e fra la quarta e la quinta cappelletta si trova una Scala Santa.

## Descrizione

### Cappella I

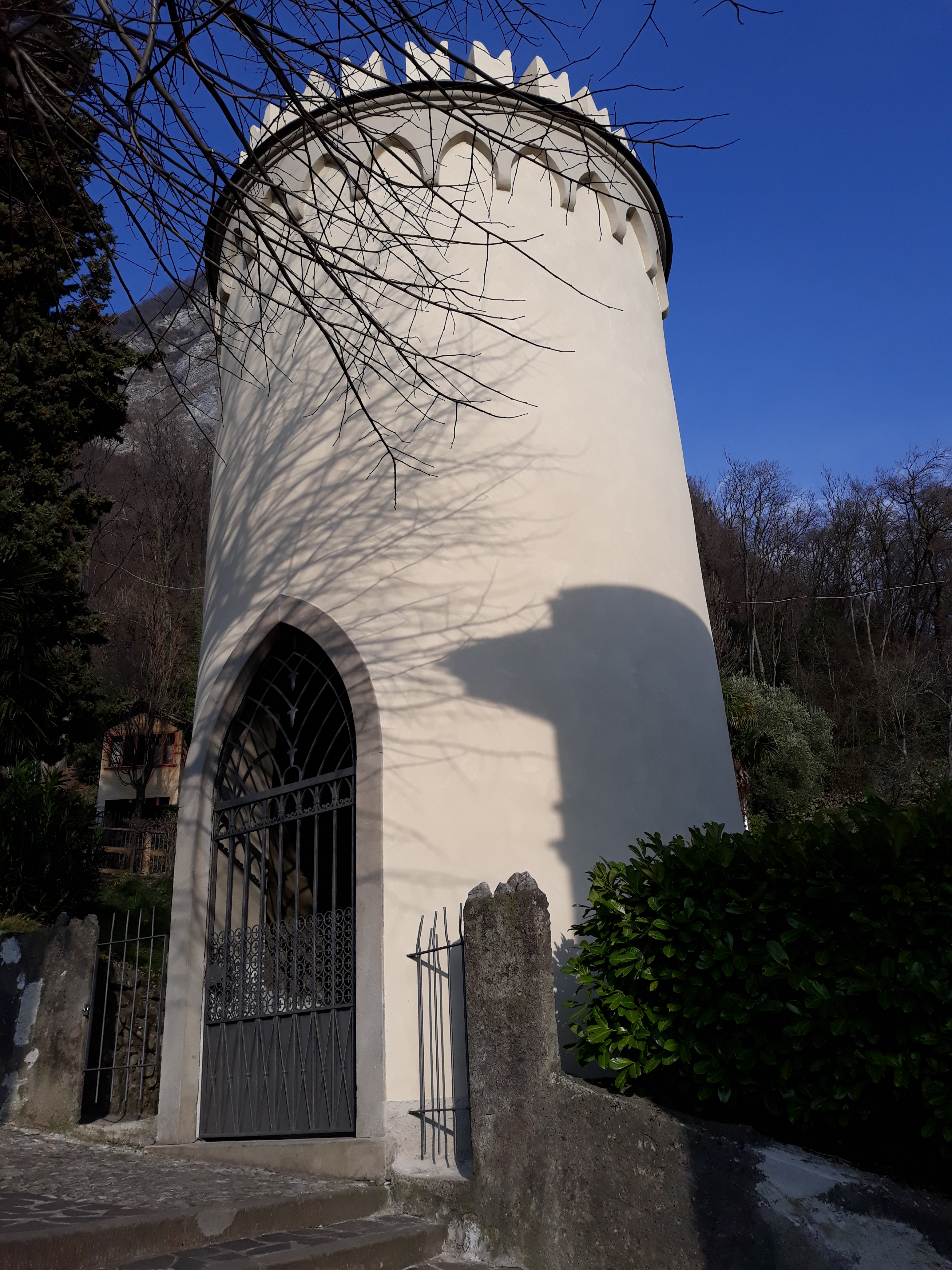
Esterno - Cappella I

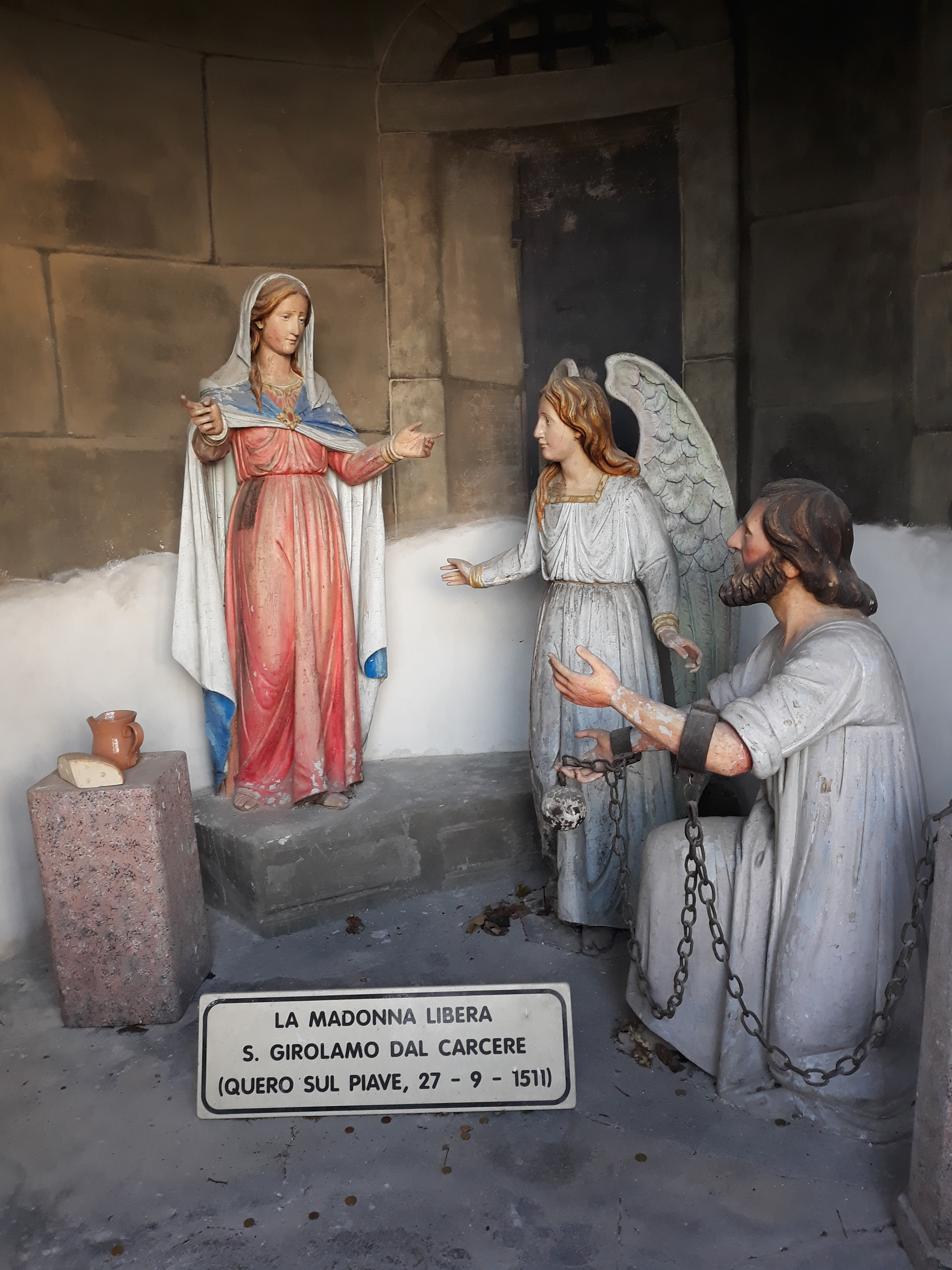
Interno - Cappella I

Il 28 marzo 1854 i fratelli Carlo e Francesco Mangilli e lo zio Cristoforo, parenti di Maria Mangilli, diciassettenne miracolata da san Girolamo Emiliani nel 1790, decisero di donare ai padri somaschi il terreno su cui edificare la prima cappella della via. Sita accanto all'arco di pietra che da inizio alla via, la prima cappella si compone di una torre in stile neogotico a pianta circolare caratterizzata da una merlatura a coda di rondine. La scena rappresentata si svolge all'interno del castello di Quero, dove san Girolamo inginocchiato e affiancato da un angelo prega la Madonna affinché lo liberi dalle catene. Nel 1887 la cappella fu devastata da una copiosa nevicata e le statue in terracotta originali andarono distrutte, furono quindi rifatte in legno e poi restaurate nel 1960 in seguito all'offerta lasciata dal parroco di Vercurago don Giacomo Brusadelli.

### Cappella II

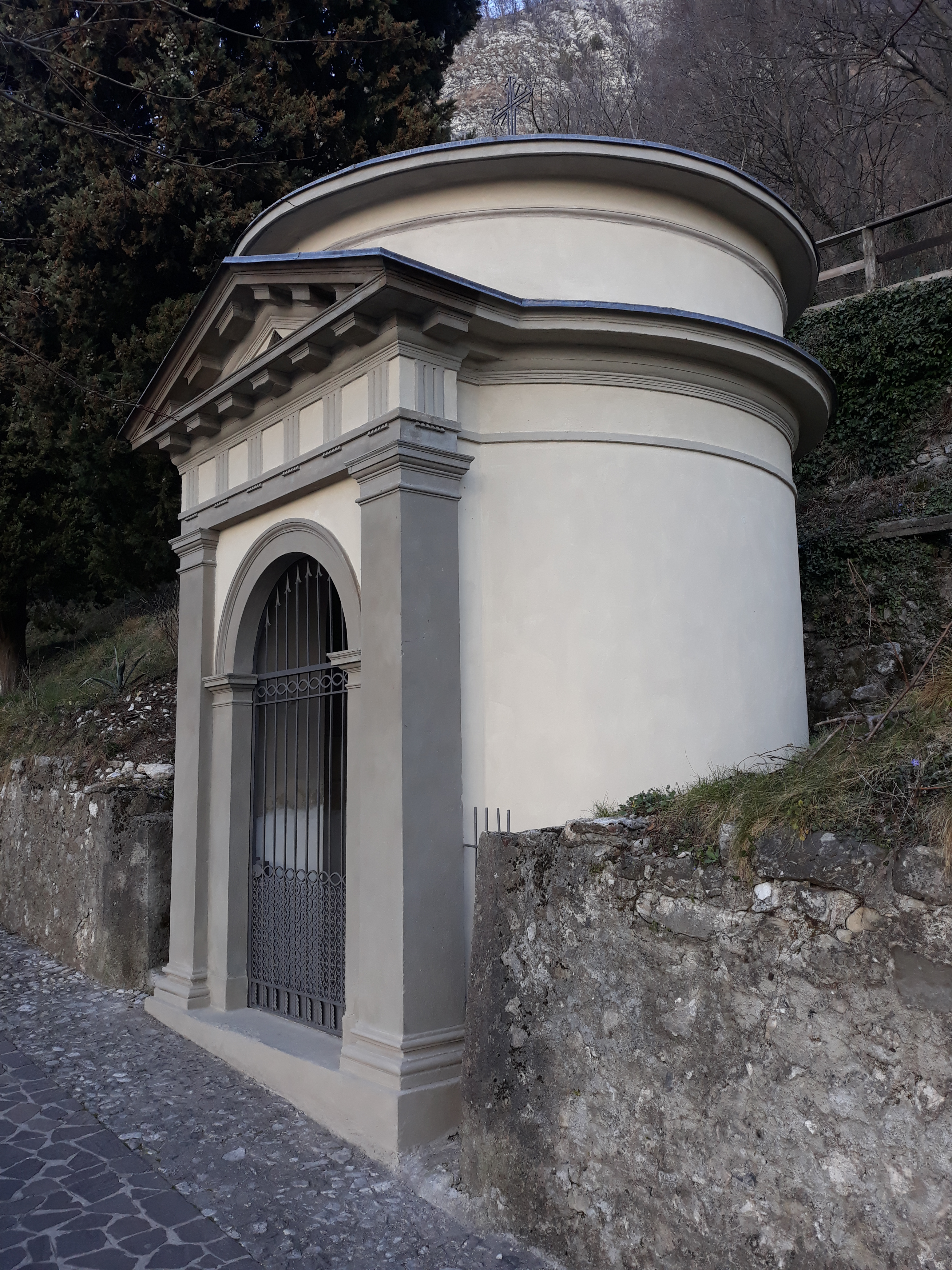
Esterno - Cappella II

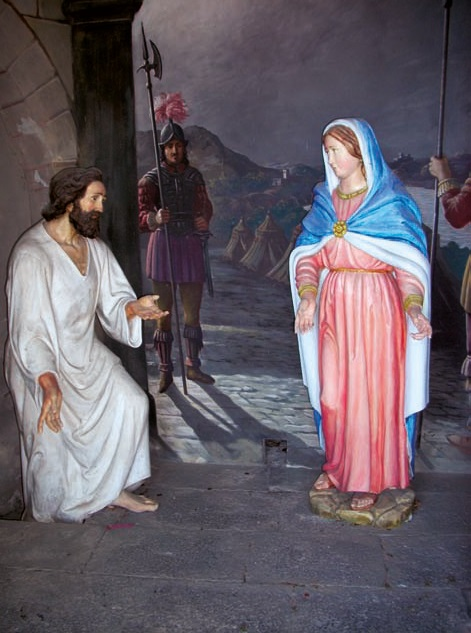
Interno - Cappella II

La prima cappella in ordine temporale, venne fatta erigere da padre Carlo Mantegazza nel 1837 in occasione del terzo centenario della morte di san Girolamo. La cappella in stile neoclassico, ha pianta circolare e la facciata è composta da due paraste che sostengono frontone di ordine dorico.
La scena rappresentata si svolge all'esterno del castello di Quero, dove san Girolamo, reso invisibile dalla Madonna, riesce a fuggire dalla prigione in cui era detenuto nel 1511. Le statue in terracotta furono commissionate da padre Mantegazza a Stefano Butti, le guardie furono dipinte da Gerolamo Rusca, figlio di Grazioso Rusca e artista e pittore del Duomo di Milano, mentre la scena retrostante fu dipinta da padre Giuseppe Mametti. Dopo un primo restauro nel 1845 e un secondo nel 1848 le statue furono sostituite i legno.

### Cappella III

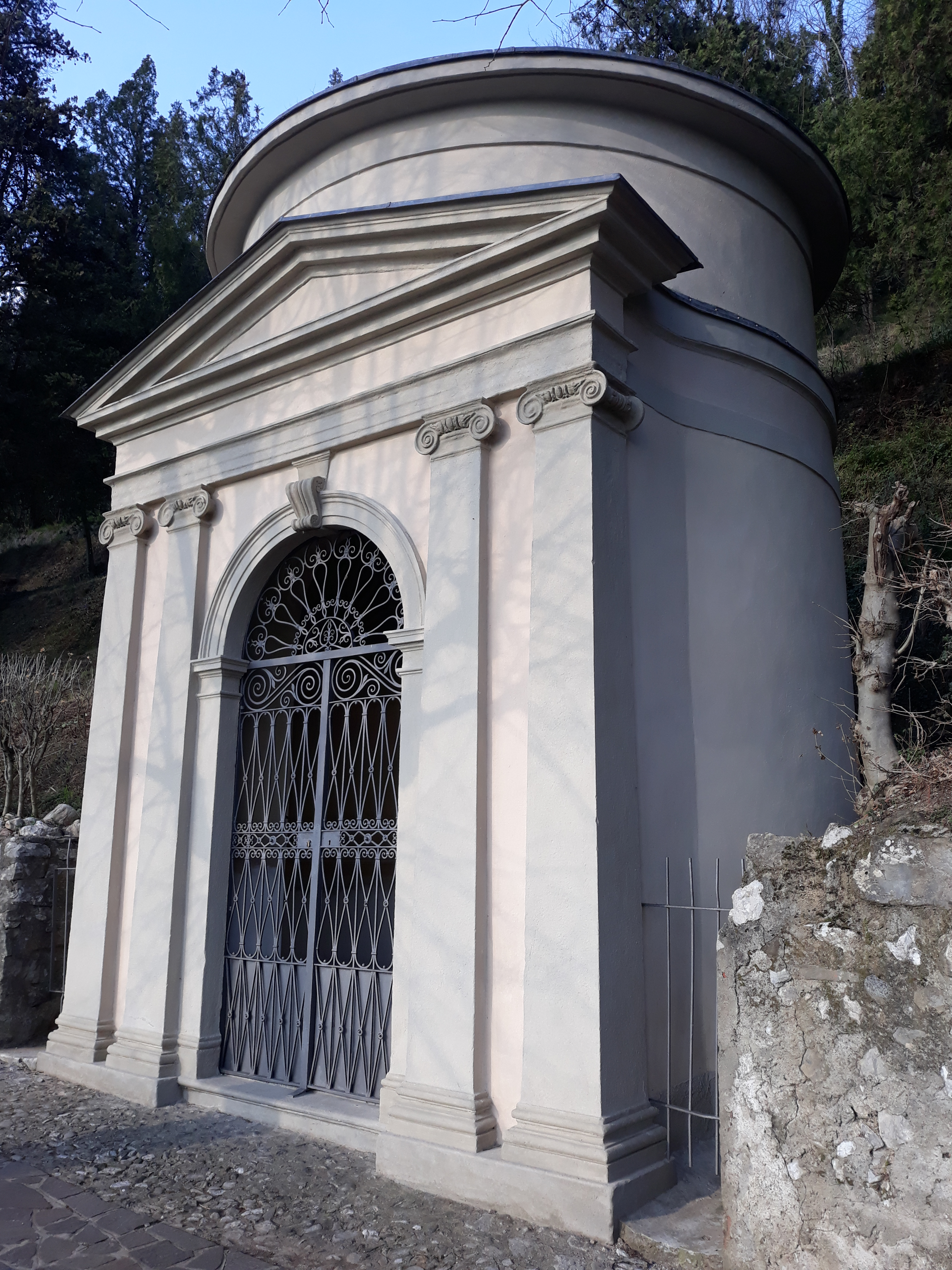
Esterno - Cappella III

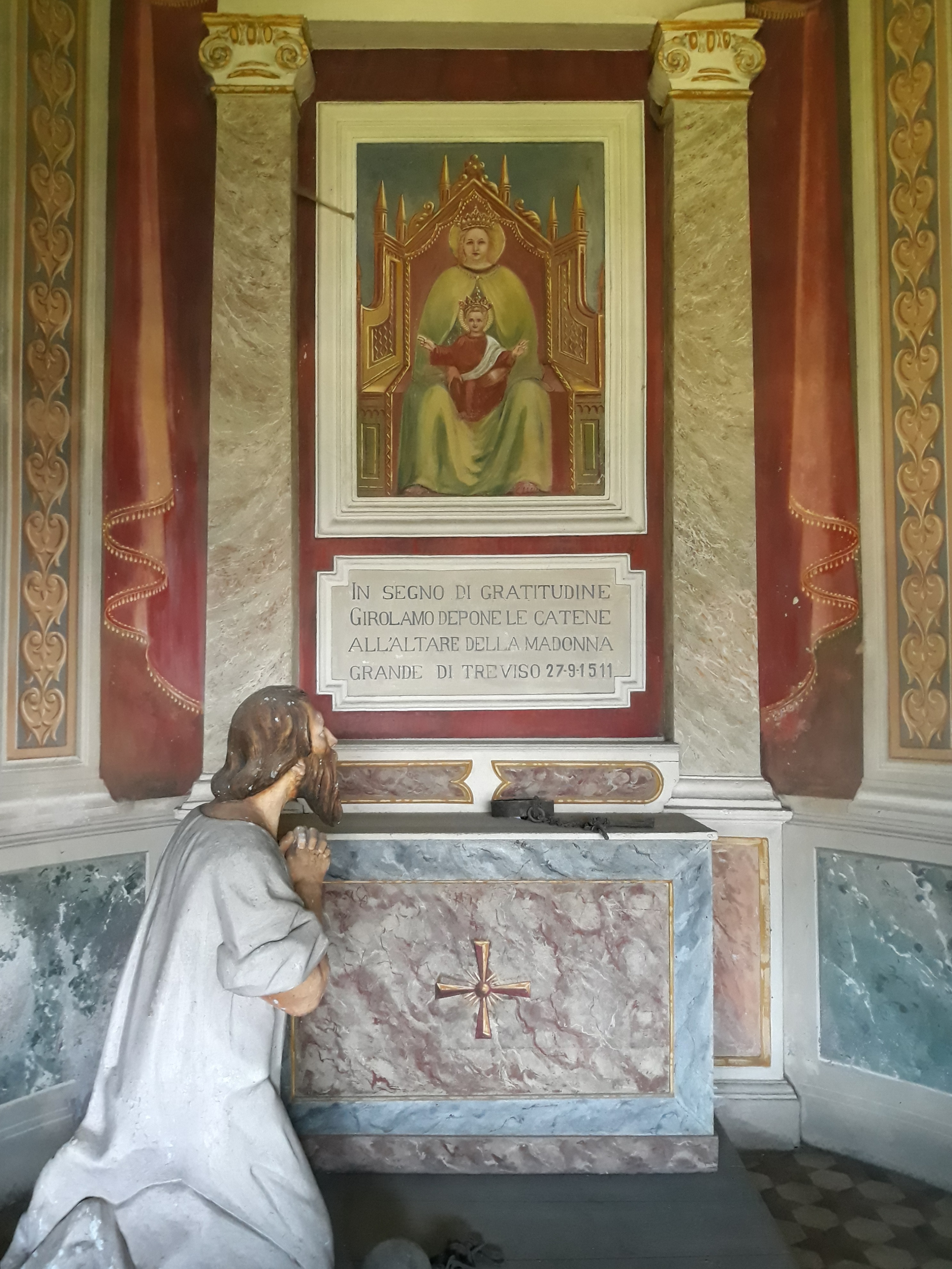
Interno - Cappella III

Intorno alla metà del XIX secolo venne fatta erigere da padre Evangelista Zendrini e padre Pietro Bignami la terza cappella. La cappella in stile neoclassico, ha pianta circolare e la facciata è composta da quattro paraste che sostengono frontone di ordine ionico.
La scena rappresentata si svolge nella chiesa di Santa Maria Maggiore di Treviso dove san Girolamo, dopo essere stato liberato il 27 settembre 1511 depone come ex voto alla Madonna le catene portate durante la sua prigionia. La statua di san Girolamo in preghiera di fronte all'affresco dell'altare della Madonna Grande inizialmente in gesso fu sostituita nel 1878 da padre Bernardino Sandrini e poi intorno al 1880 da padre Andrea Ravasi.

### Cappella IV

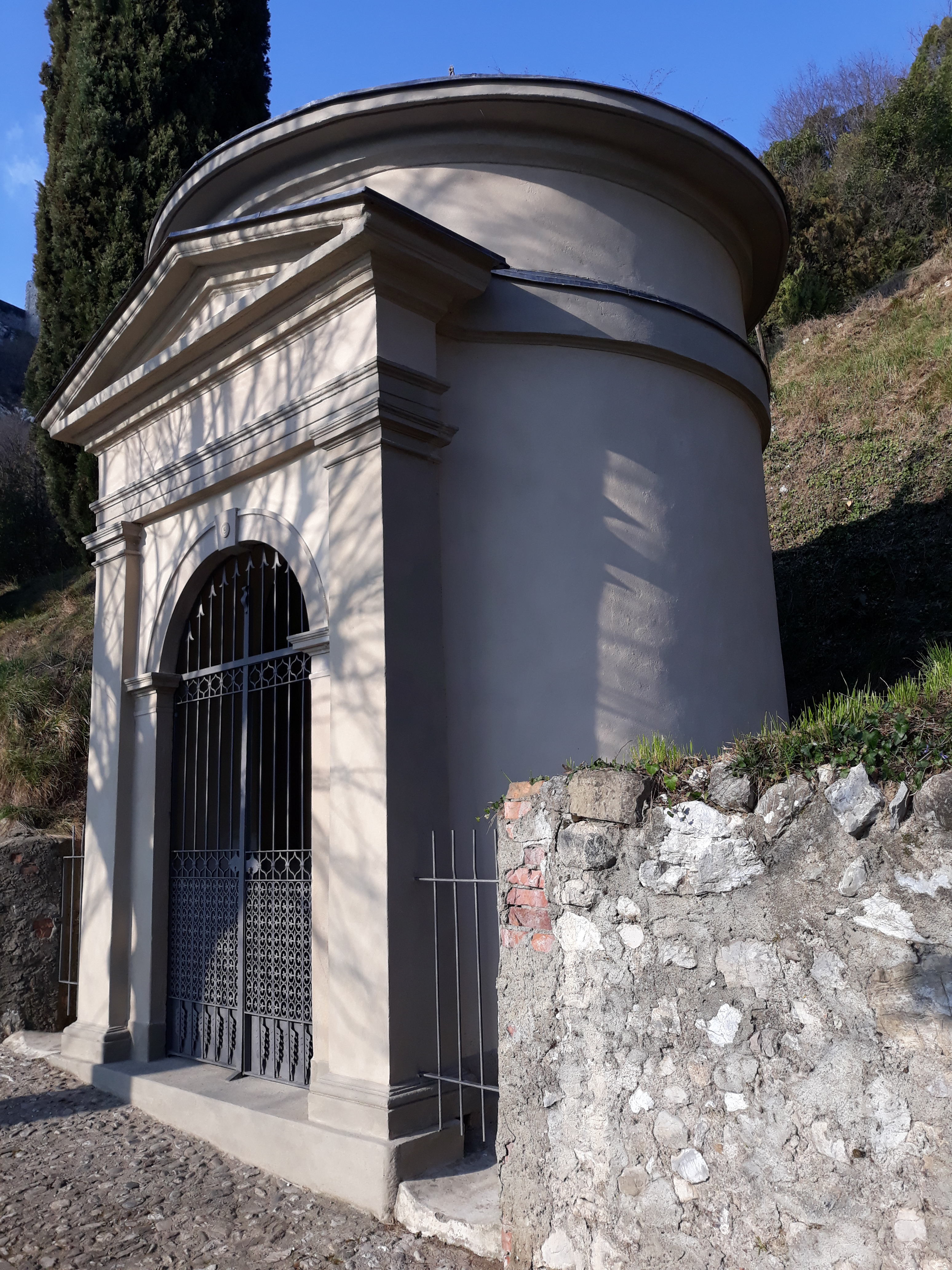
Esterno - Cappella IV

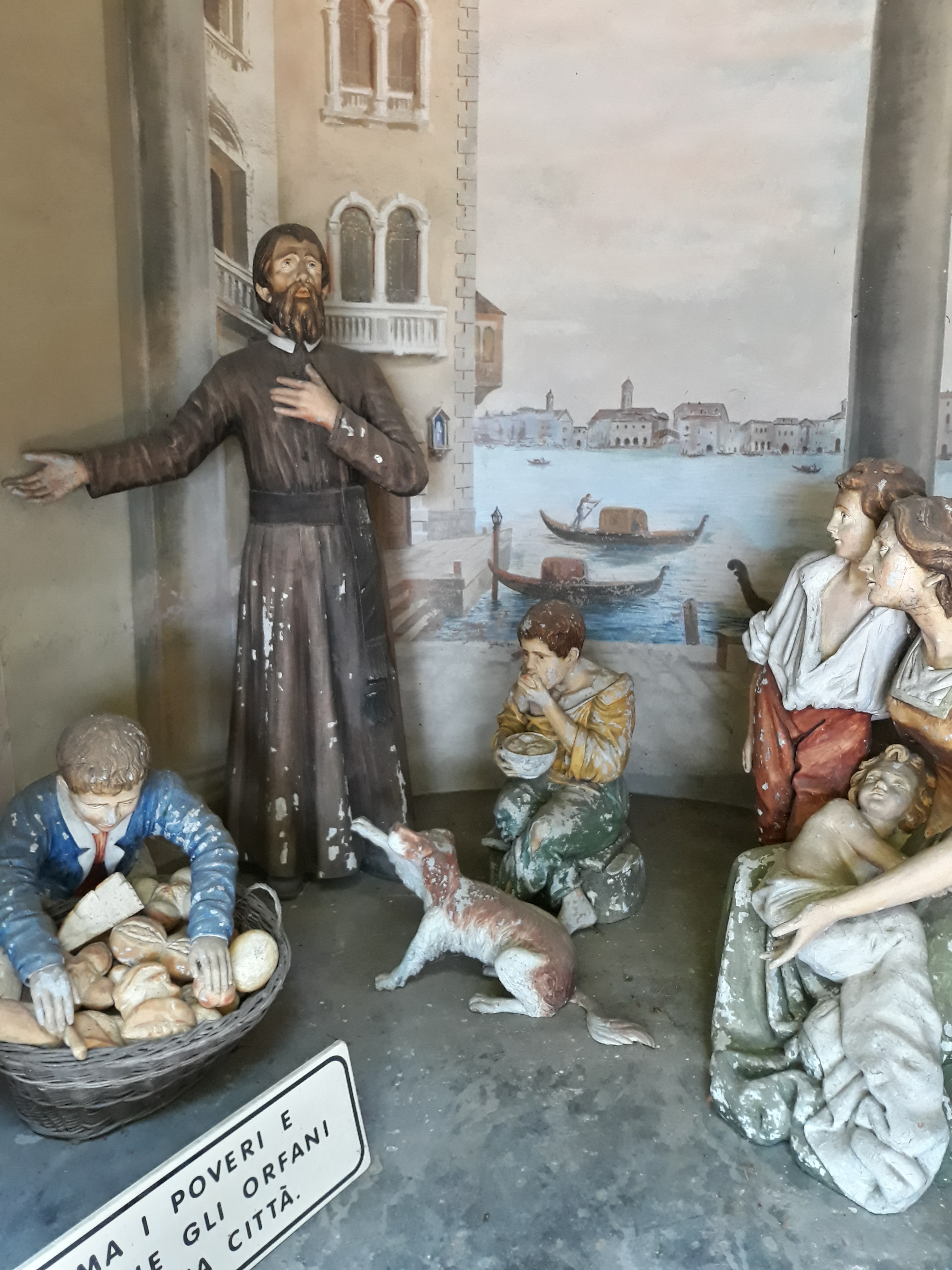
Interno - Cappella IV

Fatta erigere da padre Evangelista Zendrini e padre Pietro Bignami nel 1854 la terza cappella è in stile neoclassico, ha pianta circolare e la facciata è composta da due paraste che sostengono un frontone.
La scena rappresentata si svolge a Venezia dove san Girolamo, già in abiti religiosi, dona a quattro ragazzi e alla loro madre del pane durante una carestia che colpì la città nel 1528.

### Cappella V

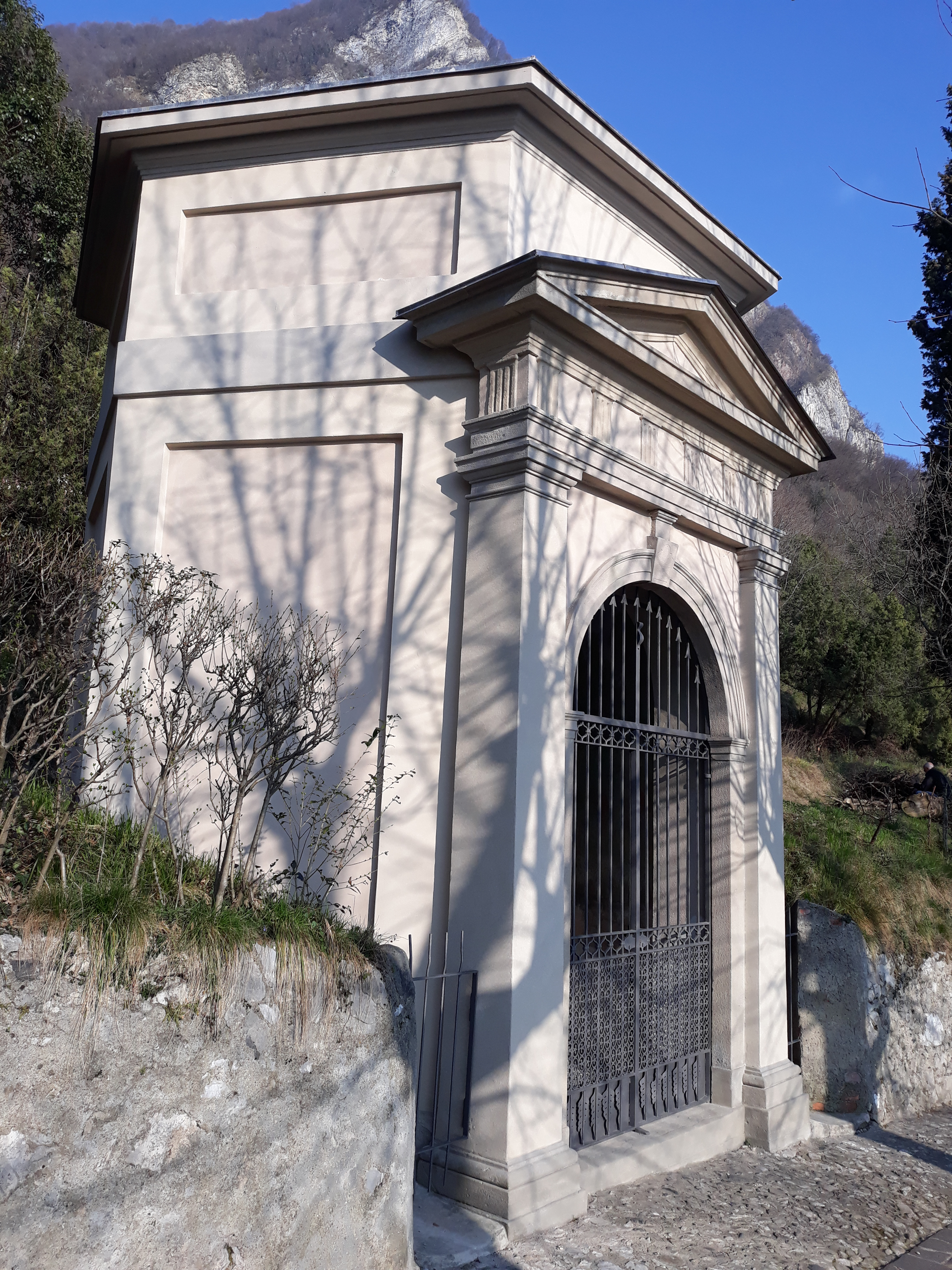
Esterno - Cappella V

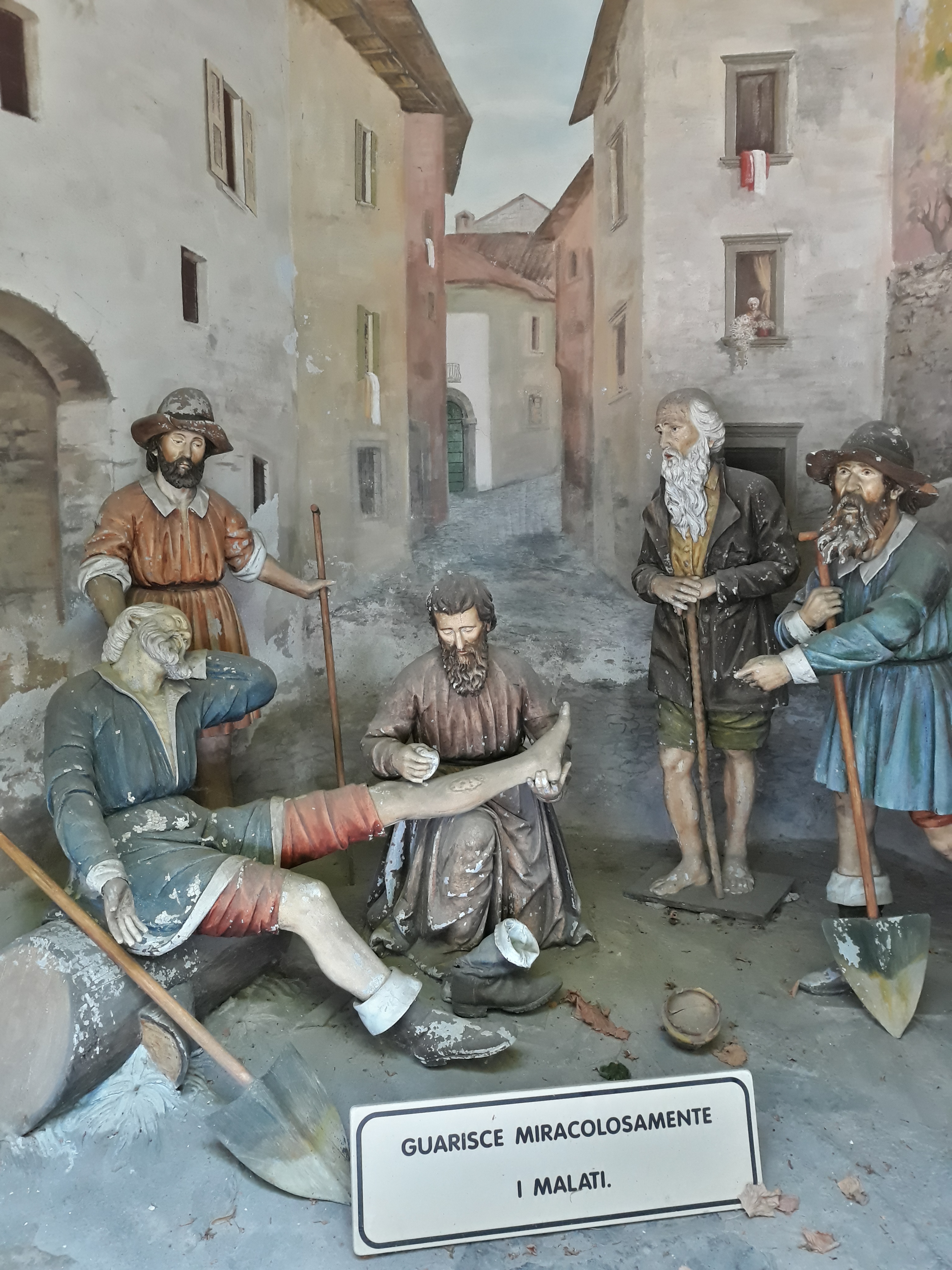
Interno - Cappella V

La quinta cappella venne fatta erigere da padre Luigi Girolamo Gaspari intorno al 1880 a spese del Regno Lombardo-Veneto. In stile neoclassico ha pianta esagonale e la facciata è composta da due paraste che sostengono un frontone di ordine dorico.
La scena si svolge nel 1533 nel centro di Somasca dove san Girolamo, nei pressi della sua abitazione, guarisce la gamba a un malato sotto lo sguardo di altri tre contadini. La scena presentata fu ideata dal pittore Pietro Motta nel 1960.

### Cappella VI

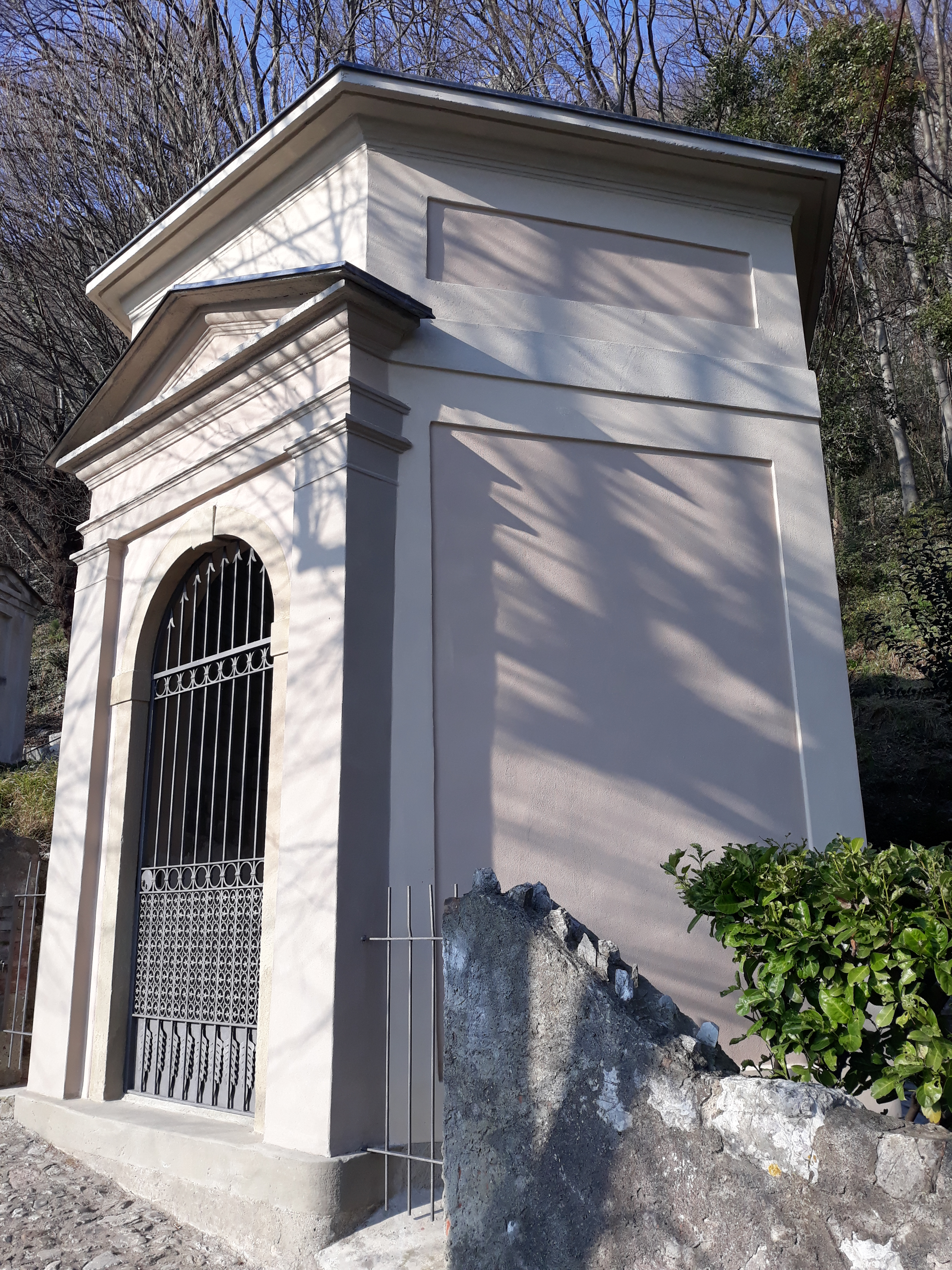
Esterno - Cappella VI

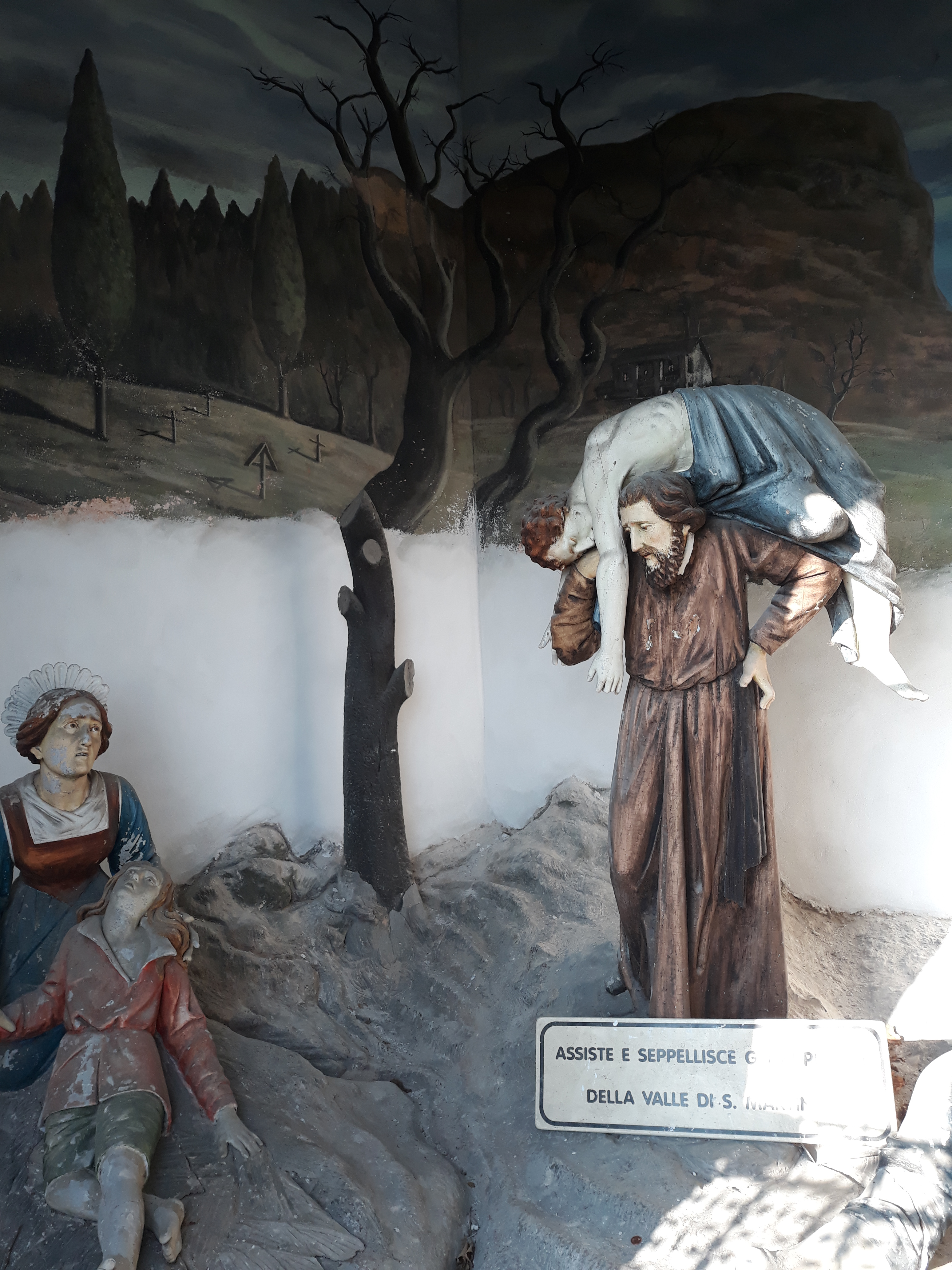
Interno - Cappella VI

Nella seconda metà del XIX secolo venne fatta erigere da padre Bernardino Sandrini la sesta cappella, che fu poi completata intorno al 1880 da padre Andrea Ravasi. In stile neoclassico ha pianta esagonale e la facciata è composta da due paraste che sostengono un frontone.
La scena si svolge nel lazzaretto di Milano nel 1534 e rappresenta san Girolamo che trasporta sulle proprie spalle un appestato ormai morto per seppellirlo. Lo sfondo è caratterizzato da colori cupi e la drammaticità della scena è incrementata dalla figura di una madre che stringe tra le braccia la figlia morta, situazione che riprende l'episodio della madre di Cecilia presente ne I promessi sposi di Alessandro Manzoni.

### Cappella VII

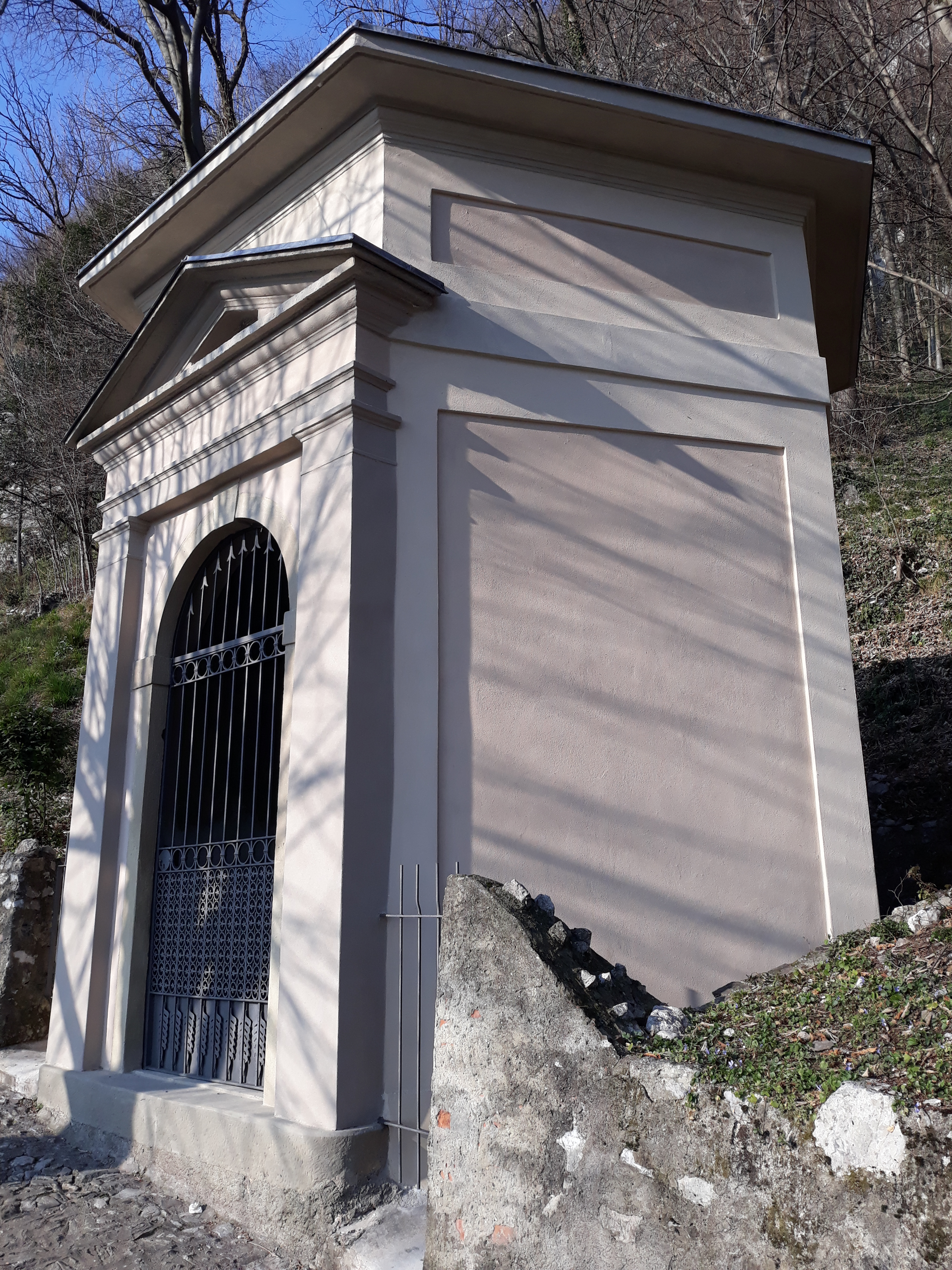
Esterno - Cappella VII

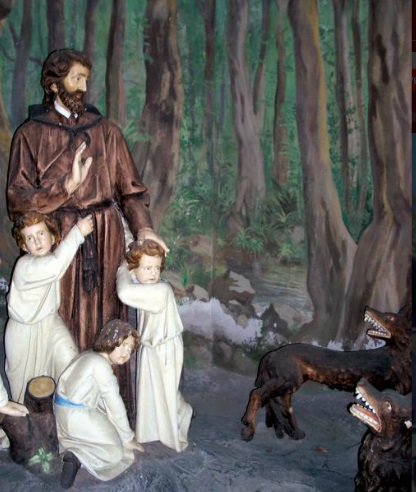
Interno - Cappella VII

Nella seconda metà del XIX secolo venne fatta erigere da padre Bernardino Sandrini la sesta cappella, che fu poi completata intorno al 1880 da padre Andrea Ravasi. In stile neoclassico ha pianta esagonale e la facciata è composta da due paraste che sostengono un frontone.
La scena si svolge nel bosco di Pavia e rappresenta san Girolamo che nel 1534 scaccia per miracolo un gruppo di lupi che minacciano di attaccare cinque bambini.

### Cappella VIII

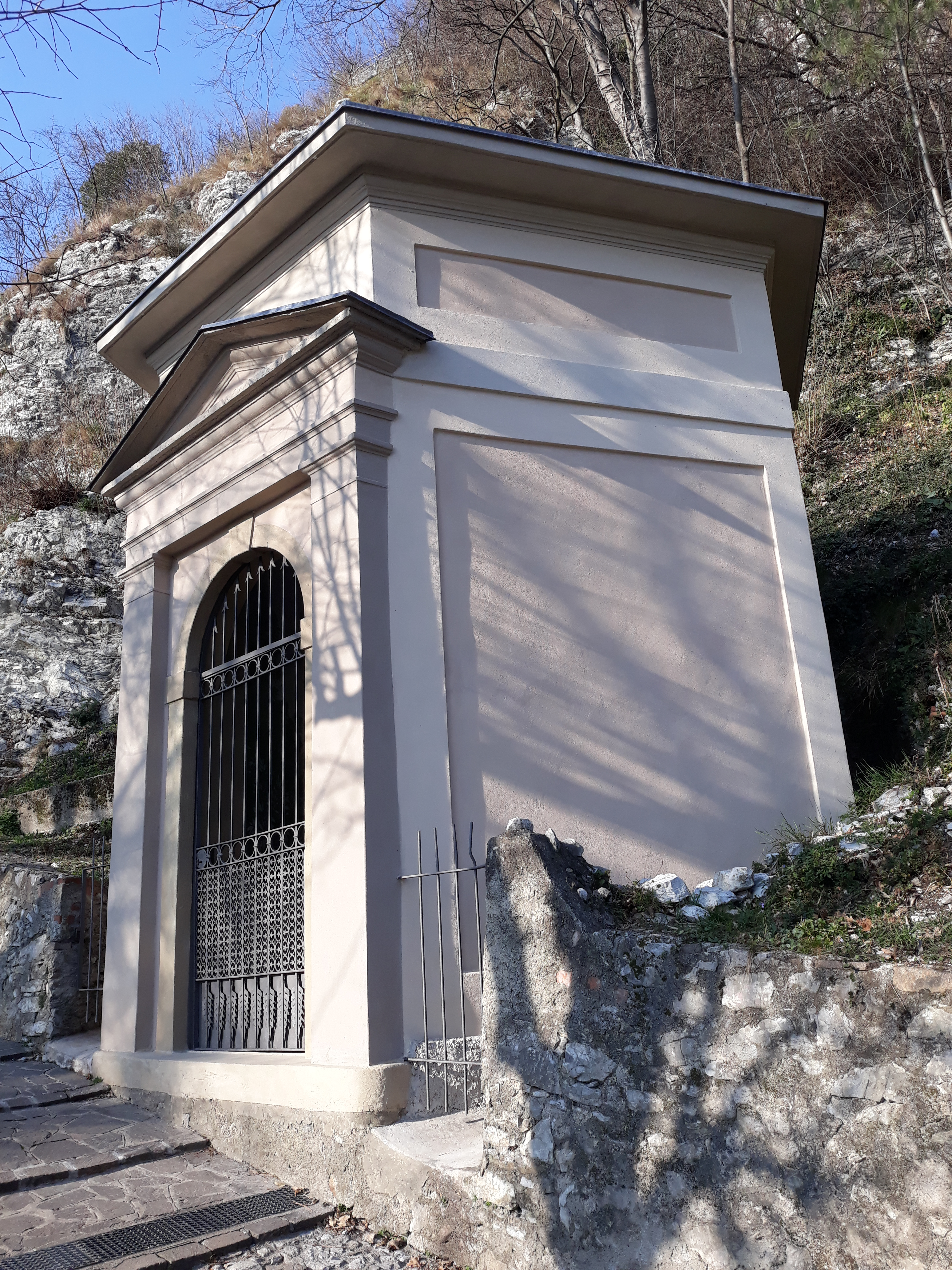
Esterno - Cappella VIII

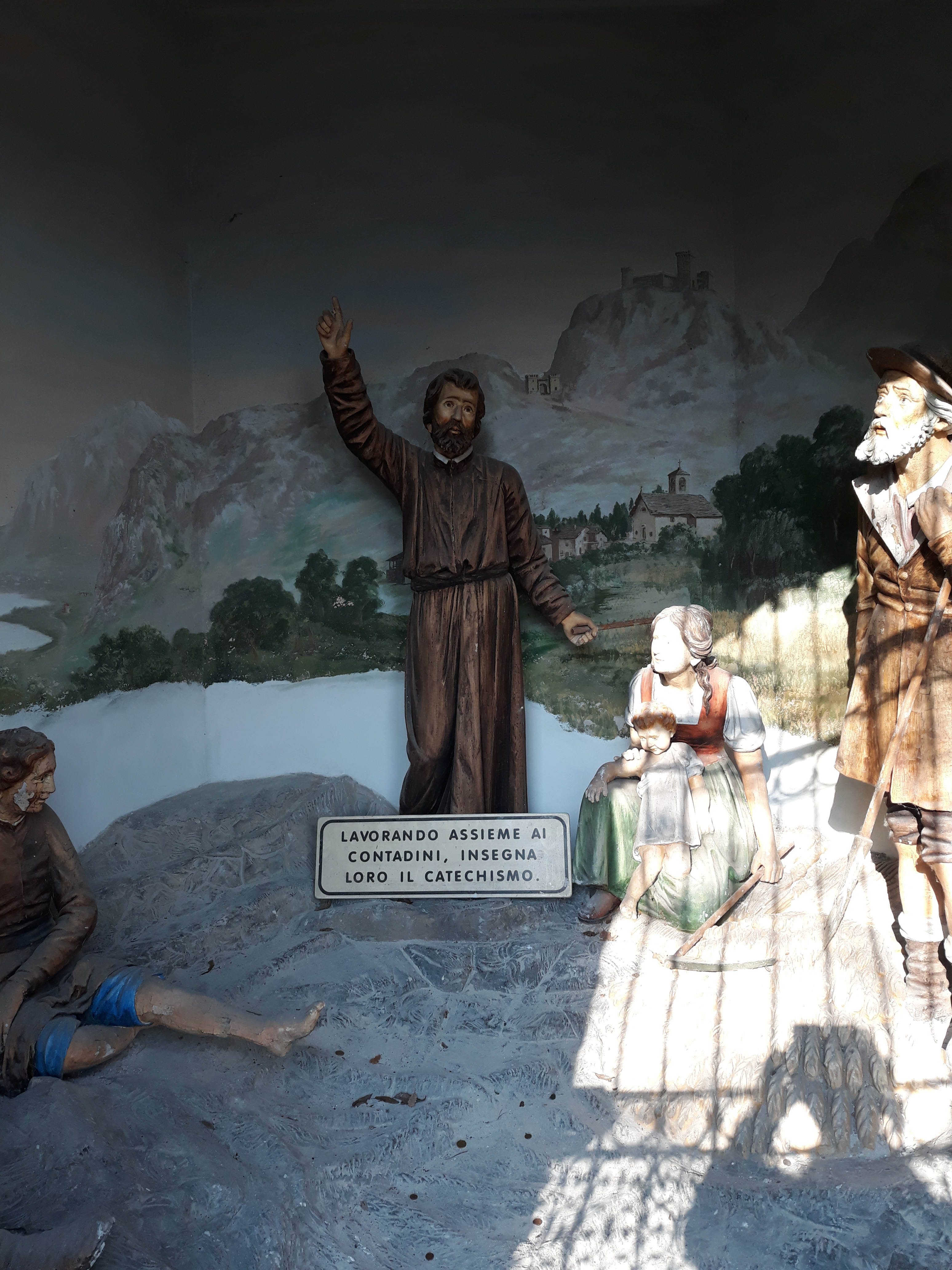
Interno - Cappella VIII

Realizzata probabilmente nella seconda metà del XIX secolo la settima cappella è in stile neoclassico, ha pianta esagonale e la facciata è composta da due paraste che sostengono un frontone.
La scena si svolge nei campi di Vercurago e rappresentata san Girolamo che con un dito puntato verso il cielo e una mano che tiene una falce è intento ad insegnare ad un gruppo di contadini il catechismo mentre lavora con loro nelle campagne.

### Cappella IX

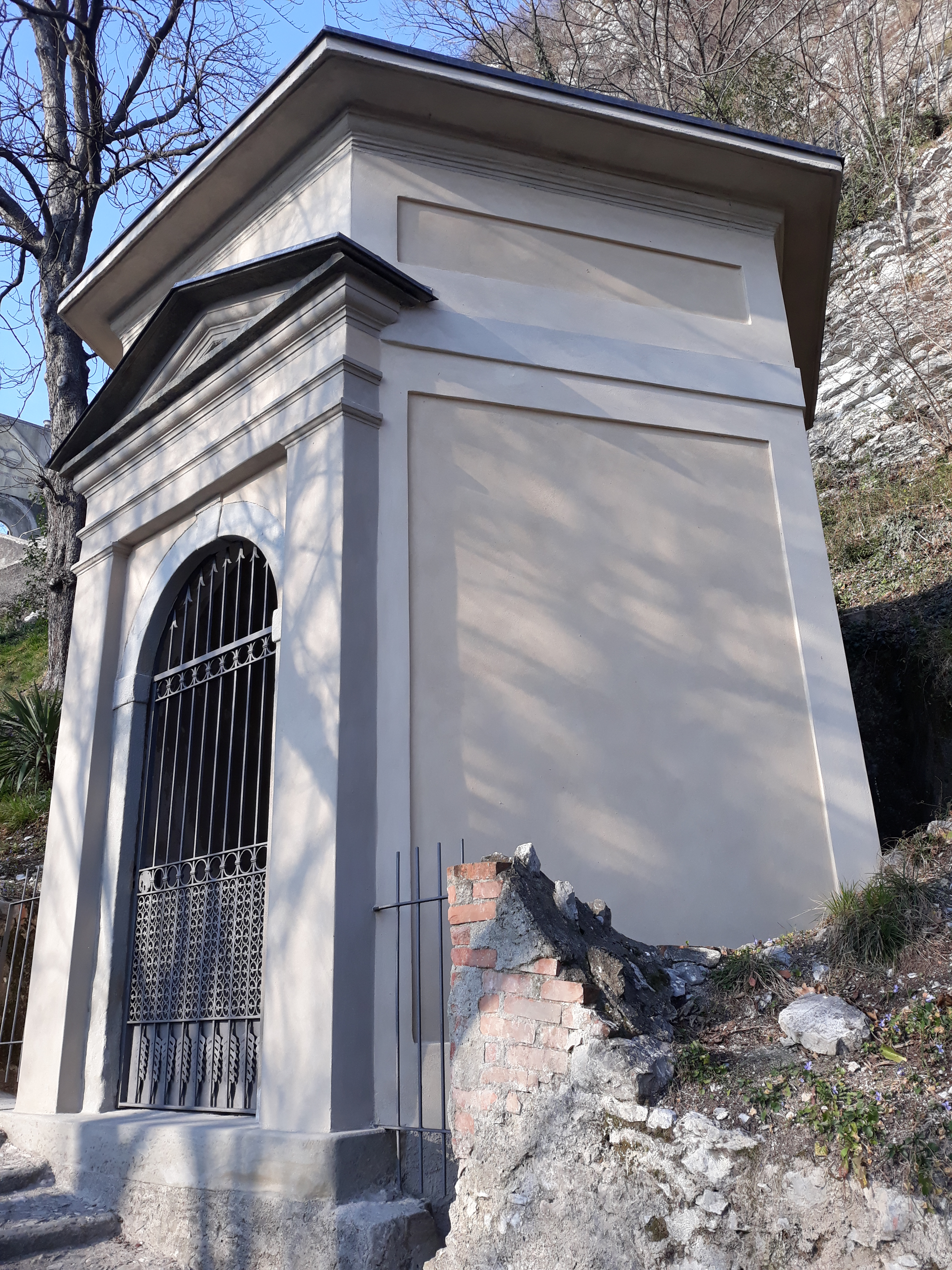
Esterno - Cappella IX

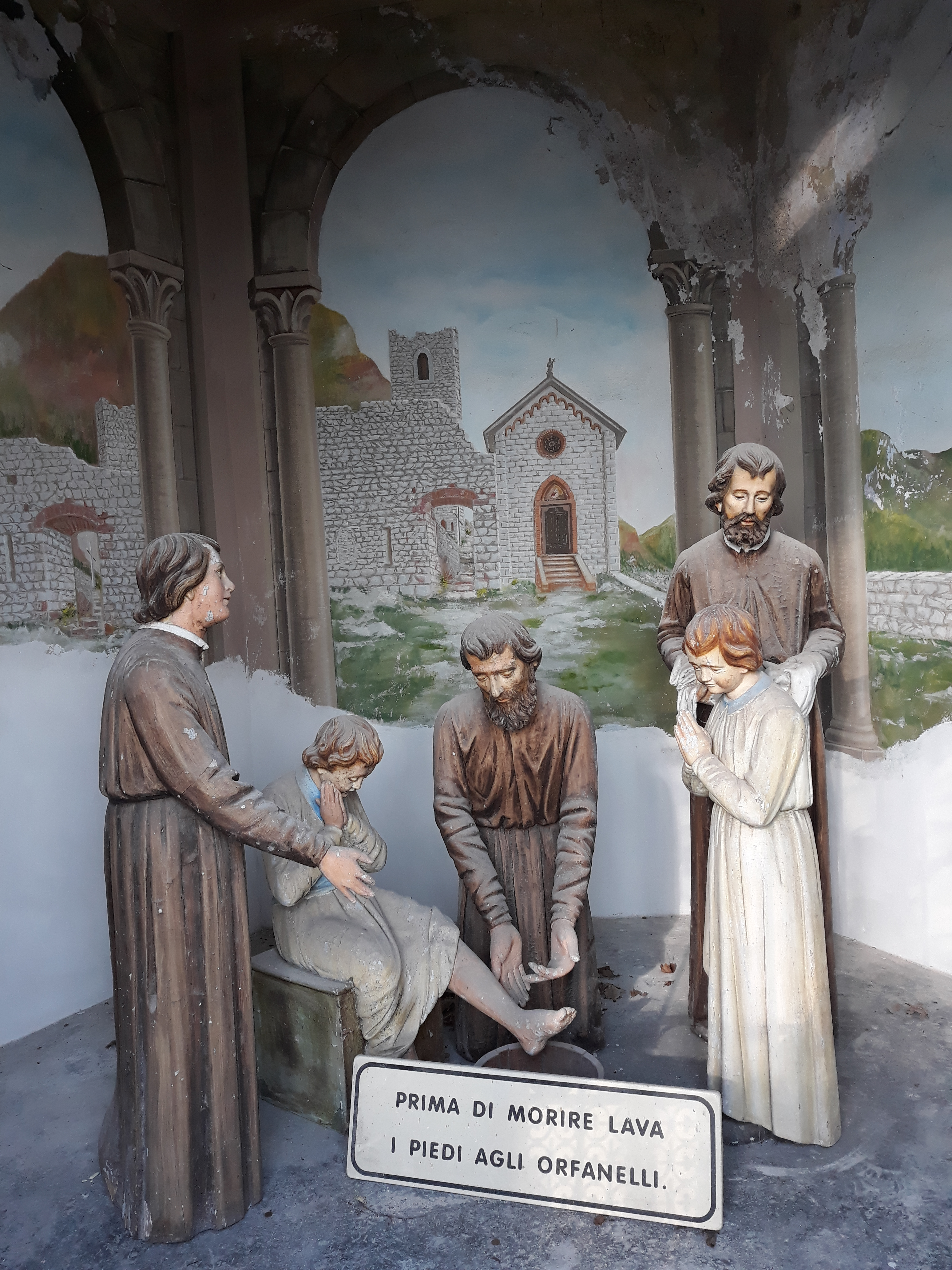
Interno - Cappella IX

La nona cappella venne fatta erigere da padre Filippo Colombo nel 1889 a proprie spese. In stile neoclassico, ha pianta esagonale e la facciata è composta da due paraste che sostengono un frontone.
La scena si svolge all'esterno del castello dell'Innominato e illustra san Girolamo che seppur malato esegue la lavanda dei piedi agli orfanelli quattro giorni prima della sua morte, il 4 febbraio 1537.

### Cappella X

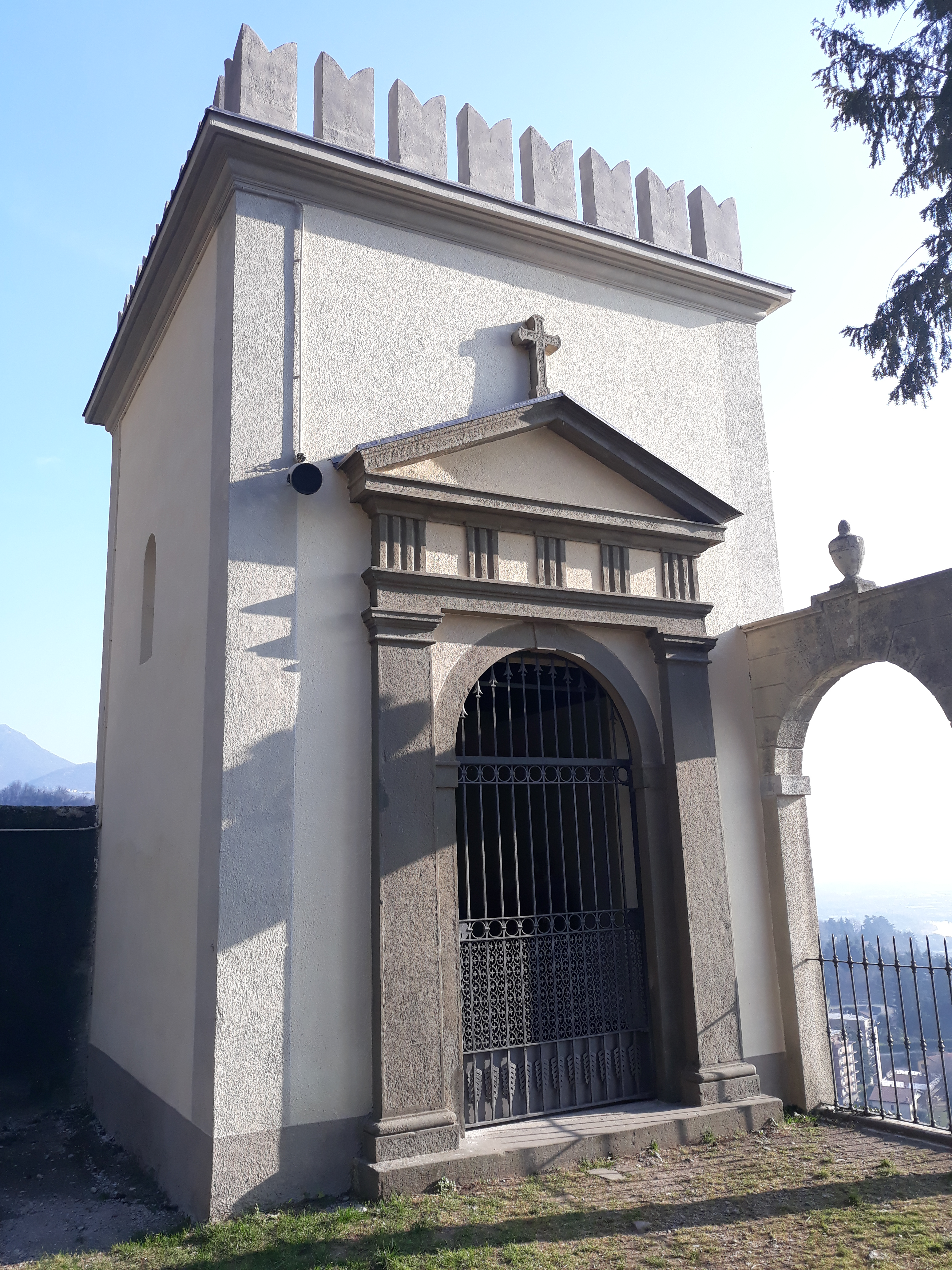
Esterno - Cappella X

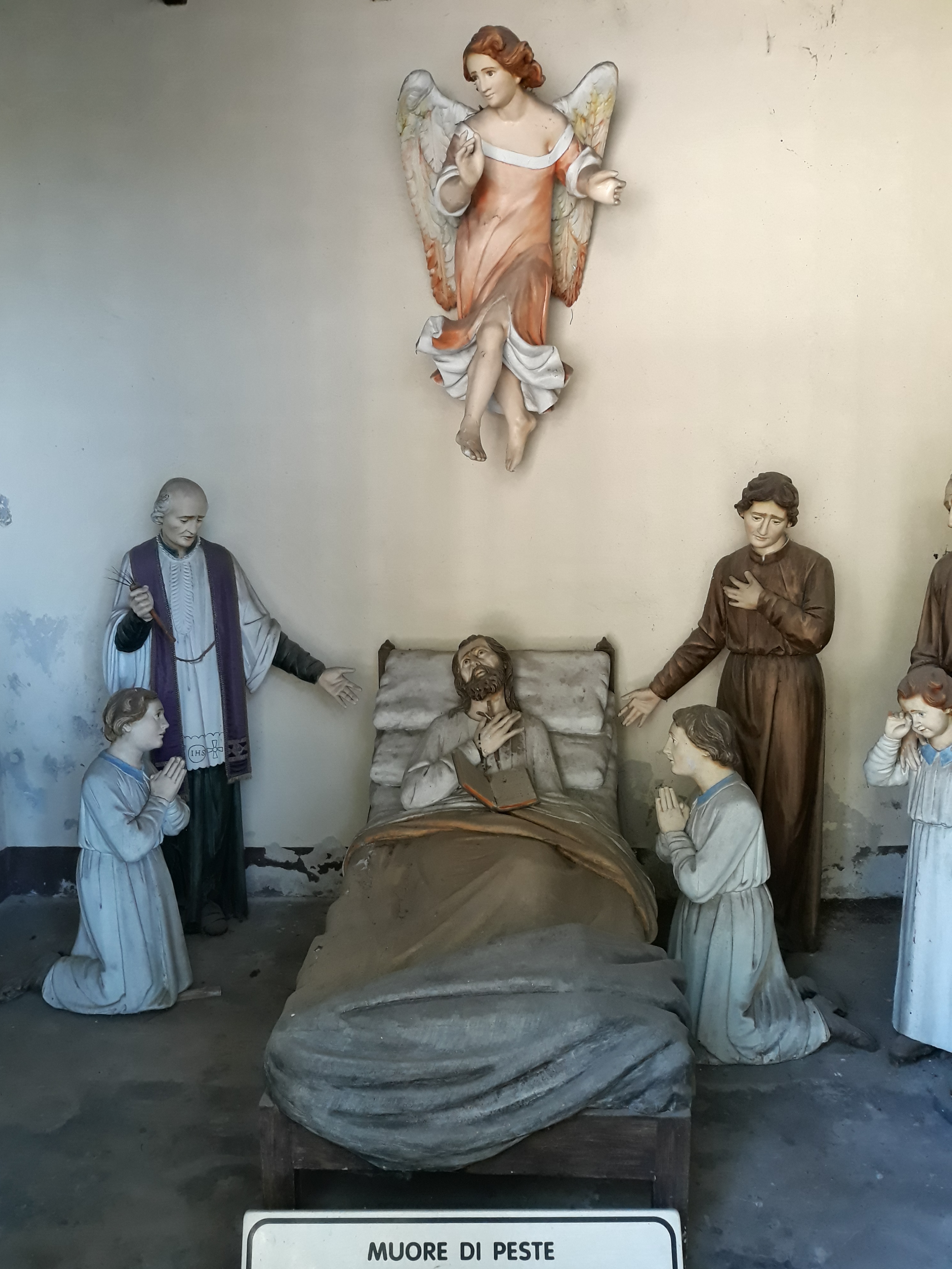
Interno - Cappella X

Dopo aver eliminato un masso posto di fronte al cimitero dei padri somaschi nel 1878 padre Andrea Ravasi fece costruire la decima cappella. Si tratta di una torre a base quadrata nella quale sono ricavate delle feritoie e che è decorata da una merlatura a coda di rondine, la facciata si compone di frontone di ordine dorico sostenuto da due paraste sormontato da una croce.
La scena si svolge nella casa di san Girolamo a Somasca, sul letto di morte il santo è sovrastato da un angelo e attorniato da un sacerdote, dai confratelli e da alcuni degli orfanelli da lui beneficiati. Nella cappella è presente una croce rossa dipinta sul muro vicino al letto del santo che comparve miracolosamente alla sua morte l'8 febbraio 1537 e che è ancora visibile nella stanza originaria. Le statue originariamente furono commissionate da padre Bernardino Sandrini per essere esposte nella casa del santo, ma furono poi spostate da padre Andrea Ravasi in seguito alla costruzione della cappella.

### Cappella XI

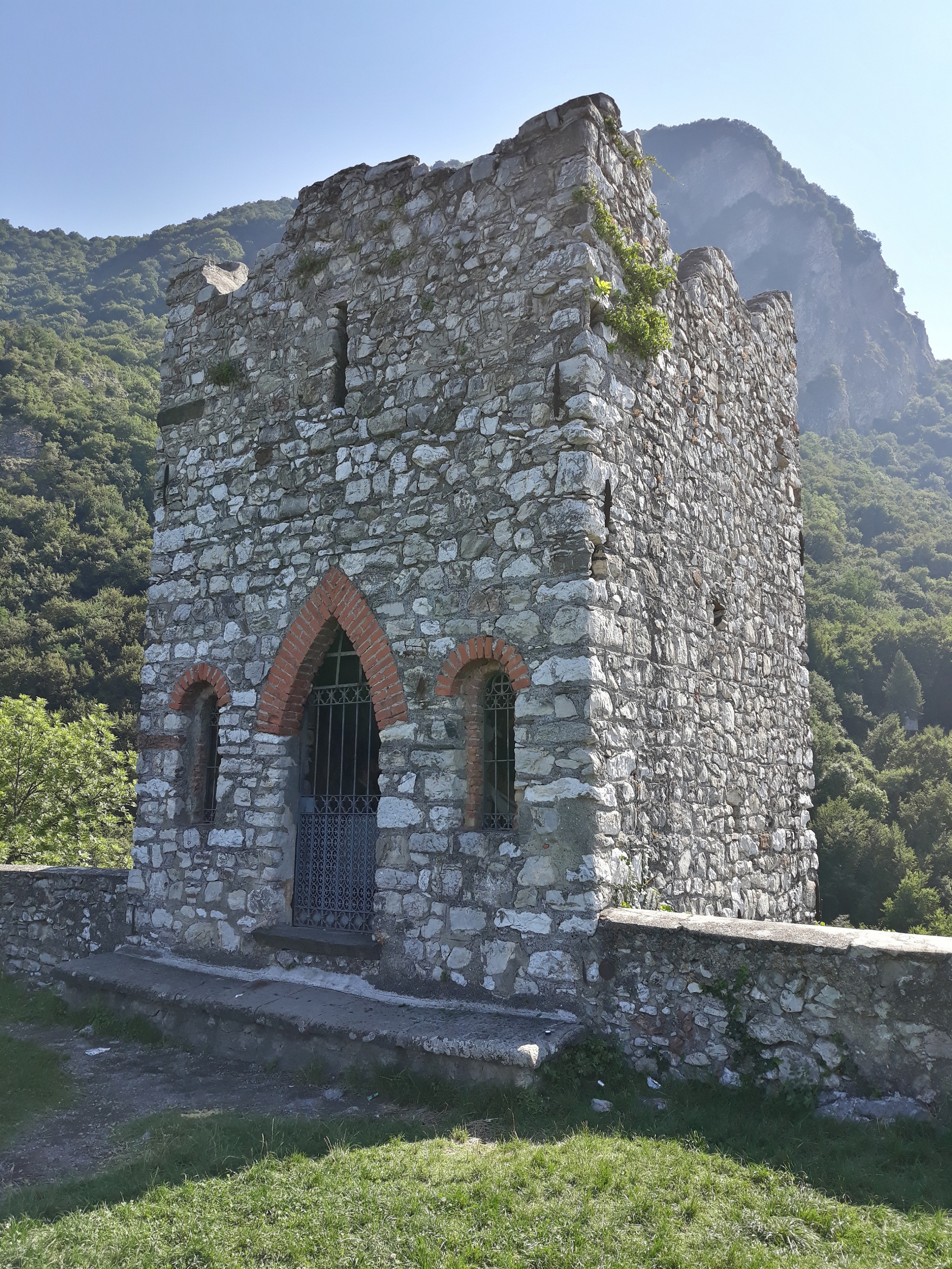
Esterno - Cappella XI

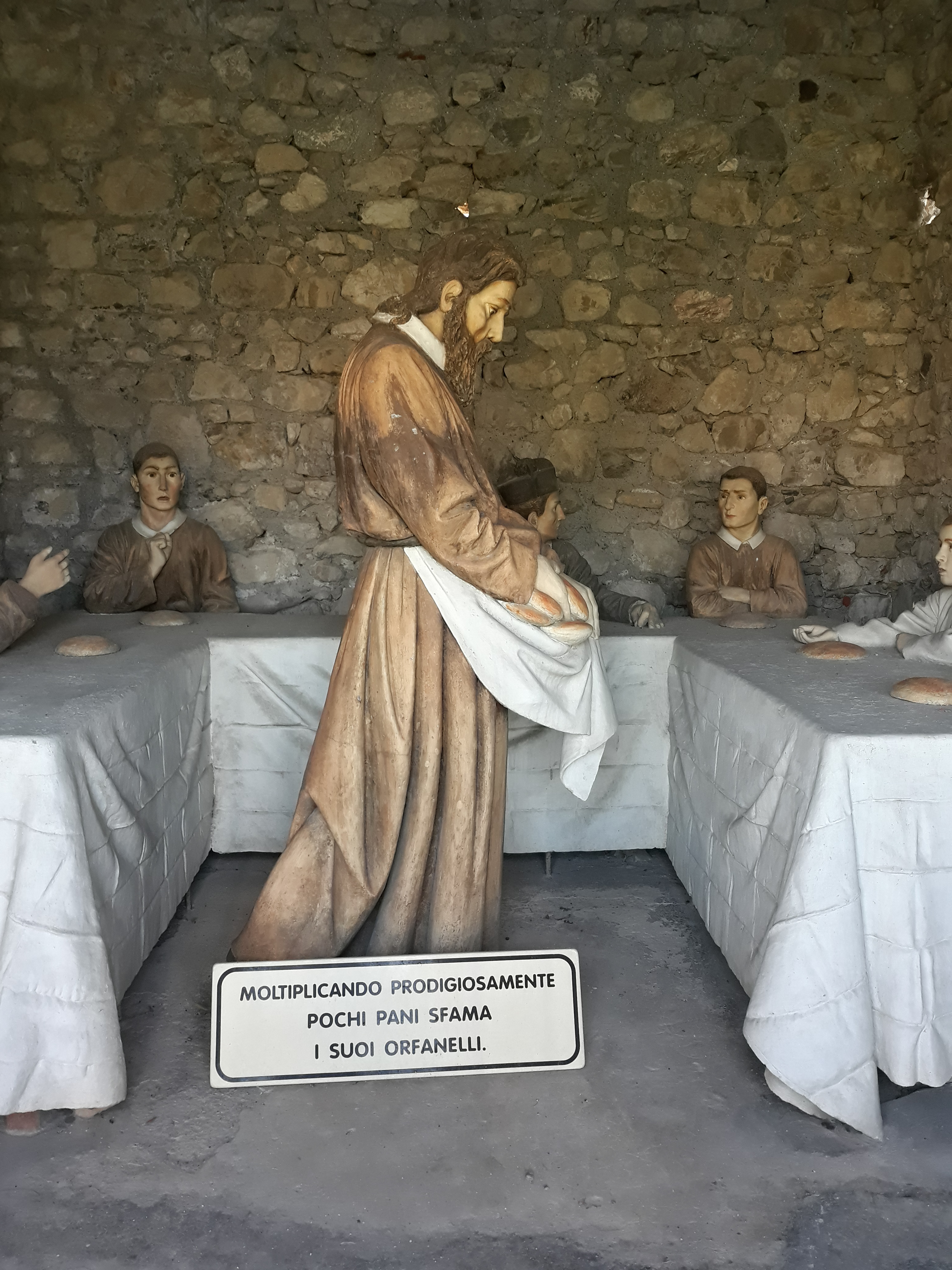
Interno - Cappella XI

Il 6 dicembre 1900 Felice Bolis e suo figlio Alessandro finanziano al costruzione della cappella all'interno di una torre del castello dell'Innominato. La cappella fu poi benedetta con una messa il 16 novembre 1902 da padre Giuseppe Pizzotti.
La cappella illustra un miracolo san Girolamo nell'invero del 1536 al castello dell'Innominato. Il santo è rappresentato nell'atto di estrarre dei pani dal proprio grembiule, moltiplicandoli per sfamare i propri orfanelli e confratelli. Le statue furono realizzate in cemento e dipinte sul posto dall'artista bergamasco Eugenio Goglio il 6 dicembre 1901, le statue furono poi restaurate da Pietro Motta nel 1967.